# Ligat ha'Al (baloncesto) 2016-17
La Ligat ha'Al 2016-17 fue la edición número 63 de la Ligat ha'Al, la máxima competición de baloncesto de Israel. La temporada regular comenzó el 8 de octubre de 2016 y acabó el 15 de junio de 2017. El campeón fue el Hapoel Jerusalem, que lograba su segundo título, mientras que el Maccabi Kiryat Gat descendió a la Liga Leumit.

## Equipos Temporada 2016/17
| Equipo                | Ciudad        | Estadio                | Capacidad |
| --------------------- | ------------- | ---------------------- | --------- |
| Bnei Herzliya         | Herzliya      | HaYovel Herzliya       | 1,500     |
| Maccabi Kiryat Gat    | Kiryat Gat    | Ashkelon Sports Arena  | 3,000     |
| Hapoel Gilboa Galil   | Gan Ner       | Gan Ner Sports Hall    | 2,100     |
| Hapoel Holon          | Holon         | Holon Toto Hall        | 5,500     |
| Hapoel Jerusalem      | Jerusalem     | Jerusalem Payis Arena  | 11,000    |
| Ironi Nahariya        | Nahariya      | Ein Sarah              | 2,500     |
| Maccabi Ashdod        | Ashdod        | HaKiriya Arena         | 2,200     |
| Hapoel Eilat          | Eilat         | Begin Arena            | 1,490     |
| Maccabi Haifa         | Haifa         | Romema Arena           | 5,000     |
| Maccabi Rishon LeZion | Rishon LeZion | Beit Maccabi Rishon    | 2,500     |
| Maccabi Tel Aviv      | Tel Aviv      | Menora Mivtachim Arena | 10,383    |
| Hapoel Tel Aviv       | Tel Aviv      | Drive in Arena         | 3,504     |

## Resultados

### Temporada regular
| Pos. | Equipo                 | PJ | G  | P  | PF   | PC   | DP   | Pts | Clasificación o descenso |
| ---- | ---------------------- | -- | -- | -- | ---- | ---- | ---- | --- | ------------------------ |
| 1    | Hapoel Holon           | 33 | 22 | 11 | 2709 | 2522 | +187 | 55  | Accede a Play-offs       |
| 2    | Hapoel Eilat           | 33 | 21 | 12 | 2727 | 2625 | +102 | 54  | Accede a Play-offs       |
| 3    | Hapoel Jerusalem       | 33 | 19 | 14 | 2552 | 2491 | +61  | 52  | Accede a Play-offs       |
| 4    | Maccabi Tel Aviv       | 33 | 19 | 14 | 2771 | 2660 | +111 | 52  | Accede a Play-offs       |
| 5    | Bnei Herzliya          | 33 | 18 | 15 | 2639 | 2670 | −31  | 51  | Accede a Play-offs       |
| 6    | Ironi Nahariya         | 33 | 18 | 15 | 2668 | 2595 | +73  | 51  | Accede a Play-offs       |
| 7    | Maccabi Rishon LeZion  | 33 | 17 | 16 | 2689 | 2644 | +45  | 50  | Accede a Play-offs       |
| 8    | Maccabi Haifa          | 33 | 16 | 17 | 2716 | 2588 | +128 | 49  | Accede a Play-offs       |
| 9    | Hapoel Gilboa Galil    | 33 | 15 | 18 | 2601 | 2753 | −152 | 48  |                          |
| 10   | Hapoel Tel Aviv        | 33 | 14 | 19 | 2725 | 2810 | −85  | 47  |                          |
| 11   | Maccabi Ashdod         | 33 | 13 | 20 | 2531 | 2621 | −90  | 46  |                          |
| 12   | Maccabi Kiryat Gat (R) | 33 | 6  | 27 | 2501 | 2850 | −349 | 39  |                          |

 Fuente: Basket.co.il

### Resultados

#### Jornadas 1–22
| Casa ╲ Fuera          | BNE   | KIR   | HGG    | HOL    | JER   | NAH    | ASH   | EIL   | HAI   | RIS   | MTA    | HTA   |
| Bnei Herzliya         |       | 79–64 | 73–79  | 74–81  | 94–73 | 64–67  | 83–71 | 83–74 | 87–79 | 71–69 | 84–82  | 86–81 |
| Maccabi Kiryat Gat    | 79–80 |       | 86–90  | 67–75  | 79–88 | 90–98  | 77–79 | 74–96 | 69–75 | 82–78 | 79–103 | 82–75 |
| Hapoel Gilboa Galil   | 82–83 | 66–80 |        | 93–100 | 77–73 | 62–106 | 75–77 | 84–69 | 73–94 | 93–92 | 80–77  | 86–81 |
| Hapoel Holon          | 55–59 | 98–66 | 77–61  |        | 99–76 | 61–79  | 84–66 | 78–86 | 80–75 | 92–77 | 73–78  | 80–78 |
| Hapoel Jerusalem      | 81–61 | 89–50 | 100–75 | 79–85  |       | 75–67  | 75–67 | 81–92 | 93–71 | 79–59 | 74–63  | 72–65 |
| Ironi Nahariya        | 72–75 | 80–72 | 72–73  | 75–80  | 78–81 |        | 76–69 | 79–86 | 83–73 | 76–72 | 93–97  | 77–86 |
| Maccabi Ashdod        | 94–70 | 90–68 | 87–63  | 68–90  | 70–57 | 70–82  |       | 93–82 | 59–72 | 77–84 | 66–72  | 68–85 |
| Hapoel Eilat          | 91–84 | 82–66 | 100–81 | 81–66  | 62–55 | 71–81  | 85–77 |       | 85–93 | 88–94 | 94–86  | 89–72 |
| Maccabi Haifa         | 99–65 | 80–85 | 78–83  | 73–75  | 86–69 | 96–75  | 89–68 | 81–72 |       | 68–73 | 81–83  | 86–89 |
| Maccabi Rishon LeZion | 89–73 | 77–69 | 75–73  | 84–69  | 68–82 | 97–85  | 80–58 | 66–60 | 79–83 |       | 84–93  | 86–87 |
| Maccabi Tel Aviv      | 92–99 | 91–67 | 91–92  | 81–72  | 85–83 | 99–93  | 91–85 | 95–77 | 97–96 | 83–81 |        | 87–73 |
| Hapoel Tel Aviv       | 84–77 | 99–67 | 87–85  | 84–92  | 83–70 | 92–71  | 81–97 | 90–84 | 77–82 | 90–86 | 83–94  |       |

Fuente: Ligat Winner

#### Jornadas 23–33
| Casa ╲ Fuera          | BNE     | KIR    | HGG   | HOL   | JER   | NAH    | ASH   | EIL   | HAI   | RIS   | MTA   | HTA     |
| Bnei Herzliya         |         |        |       |       |       | 99–87  |       | 71–79 | 96–94 |       | 94–88 | 75–60   |
| Maccabi Kiryat Gat    | 101–95  |        | 79–82 |       | 75–79 | 83–84  |       |       |       |       | 65–84 |         |
| Hapoel Gilboa Galil   |         |        |       |       |       |        | 95–85 | 69–76 | 82–84 |       |       |         |
| Hapoel Holon          | 79–75   | 100–72 |       |       | 71–73 |        | 99–70 |       |       | 91–79 |       | 100–102 |
| Hapoel Jerusalem      | 84–82   |        | 80–86 |       |       | 91–80  |       |       | 69–63 |       |       | 93–80   |
| Ironi Nahariya        |         |        |       | 78–68 |       |        | 75–68 | 80–78 | 78–69 | 70–71 |       |         |
| Maccabi Ashdod        | 84–68   | 85–70  |       |       | 92–74 |        |       |       |       | 74–91 | 80–70 |         |
| Hapoel Eilat          |         | 81–90  | 76–66 | 84–81 | 86–80 |        | 90–69 |       |       | 94–85 |       | 91–84   |
| Maccabi Haifa         |         | 99–78  |       | 74–85 |       |        | 77–82 | 84–86 |       | 88–71 |       | 95–79   |
| Maccabi Rishon LeZion | 110–104 | 94–87  | 83–69 |       | 83–59 |        |       |       |       |       | 74–88 |         |
| Maccabi Tel Aviv      |         |        | 85–87 | 79–80 |       | 64–77  |       | 73–76 | 63–79 |       |       | 100–74  |
| Hapoel Tel Aviv       |         | 99–83  | 65–80 |       |       | 80–105 | 91–86 |       |       |       |       |         |

 Fuente: Ligat Winner

### Play-offs
| Equipo 1         | Series | Equipo 2              | 1.er partido | 2.º partido | 3.er partido | 4.º partido | 5.º partido |
| ---------------- | ------ | --------------------- | ------------ | ----------- | ------------ | ----------- | ----------- |
| Hapoel Holon     | 1–3    | Maccabi Haifa         | 104–99       | 70–101      | 77–78        | 82–99       | -           |
| Maccabi Tel Aviv | 3–0    | Bnei Herzliya         | 87–73        | 89–63       | 105–68       | -           | -           |
| Hapoel Jerusalem | 3–2    | Ironi Nahariya        | 85–86        | 64–77       | 84–75        | 74–72       | 71–60       |
| Hapoel Eilat     | 2–3    | Maccabi Rishon LeZion | 93–83        | 73–97       | 63–70        | 94–91       | 77–82       |

Fuente: Ligat Winner

#### Final Four
|  | Semifinales 12 de junio | Semifinales 12 de junio |               |    | Final 15 de junio | Final 15 de junio |
|  |                         |                         |               |    |                   |                   |
|  |                         |                         |               |    |                   |                   |
|  |                         |                         |               |    |                   |                   |
|  | Maccabi Tel Aviv        | 74                      |               |    |                   |                   |
|  | Maccabi Tel Aviv        | 74                      |               |    |                   |                   |
|  | Maccabi Haifa           | 85                      |               |    |                   |                   |
|  | Maccabi Haifa           | 85                      | Maccabi Haifa | 76 |                   |                   |
|  |                         |                         | Maccabi Haifa | 76 |                   |                   |
|  |                         | Hapoel Jerusalem        | 83            |    |                   |                   |
|  | Maccabi Rishon LeZion   | Hapoel Jerusalem        | 83            | 76 |                   |                   |
|  | Maccabi Rishon LeZion   |                         |               | 76 |                   |                   |
|  | Hapoel Jerusalem        | 93                      |               |    |                   |                   |
|  | Hapoel Jerusalem        | 93                      |               |    |                   |                   |

##### Semifinales
| 12 de junio de 2017 | Maccabi Rishon LeZion                      | 76–93                                 | Hapoel Jerusalem                           | |  |
| 18:45               | Parciales: 20–19, 19–23, 14–26, 23–25      | Parciales: 20–19, 19–23, 14–26, 23–25 | Parciales: 20–19, 19–23, 14–26, 23–25      | |  |
|                     | Estadísticas Long 16 Thomas 8 Ben Chimol 8 | Reporte Pts Reb Asts                  | Estadísticas Dyson 23 Eliyahu 12 Jerrels 8 | Pabellón: Menora Mivtachim Arena, Tel Aviv Asistencia: 10,200 espectadores Árbitros: Amit Balak, Kfir Mualem, Zahi Habdali Televisión: Sport 5 |  |

| 12 de junio de 2017 | Maccabi Tel Aviv                           | 74–85                                 | Maccabi Haifa                              | |  |
| 21:15               | Parciales: 14–22, 16–17, 17–22, 27–24      | Parciales: 14–22, 16–17, 17–22, 27–24 | Parciales: 14–22, 16–17, 17–22, 27–24      | |  |
|                     | Estadísticas Goudelock 24 Segev 9 Seeley 4 | Reporte Pts Reb Asts                  | Estadísticas Pinkney 20 Pinkney 9 Vargas 8 | Pabellón: Menora Mivtachim Arena, Tel Aviv Asistencia: 9,600 espectadores Árbitros: Gili Cohen, David Romano, Elad Leibovich Televisión: Sport 5 |  |

##### Final
| 15 de junio de 2017 | Hapoel Jerusalem                                   | 83–76                                 | Maccabi Haifa                             | |  |
| 21:00               | Parciales: 13-14, 28-27, 24-11, 18-24              | Parciales: 13-14, 28-27, 24-11, 18-24 | Parciales: 13-14, 28-27, 24-11, 18-24     | |  |
|                     | Estadísticas Dyson 30 Eliyahu 8 Jerrells & Dyson 5 | Reporte Pts Reb Asts                  | Estadísticas Vargas 30 Workman 8 Vargas 6 | Pabellón: Menora Mivtachim Arena, Tel Aviv Asistencia: 11,060 espectadores Árbitros: Sefi Shemesh, Omer Esteron, Ofer Manheim Televisión: Sport 5 |  |

## Líderes estadísticos
| Pos | Jugador         | Equipo              | VAL  |
| --- | --------------- | ------------------- | ---- |
| 1   | Murphy Holloway | Hapoel Gilboa Galil | 20.5 |
| 2   | Gregory Vargas  | Maccabi Haifa       | 19.3 |
| 3   | Jake Cohen      | Maccabi Ashdod      | 18.8 |

| Pos | Jugador      | Equipo             |      |
| --- | ------------ | ------------------ | ---- |
| 1   | Mark Lyons   | Hapoel Tel Aviv    | 20.1 |
| 2   | Khalif Wyatt | Hapoel Holon       | 18.8 |
| 3   | Josh Selby   | Maccabi Kiryat Gat | 17.5 |

| Pos | Jugador         | Equipo              |      |
| --- | --------------- | ------------------- | ---- |
| 1   | Karam Mashour   | Bnei Herzliya       | 10.3 |
| 2   | Murphy Holloway | Hapoel Gilboa Galil | 10.0 |
| 3   | Darion Atkins   | Hapoel Holon        | 8.6  |

| Pos | Jugador        | Equipo         |     |
| --- | -------------- | -------------- | --- |
| 1   | Gregory Vargas | Maccabi Haifa  | 6.8 |
| 2   | Pierria Henry  | Hapoel Eilat   | 6.1 |
| 3   | Derwin Kitchen | Ironi Nahariya | 5.8 |

Source: Basket.co.il

### Récords de la temporada
| Categoría   | Categoría | Jugador        | Equipo             |
| ----------- | --------- | -------------- | ------------------ |
| Puntos      | 38        | Gilbert Brown  | Ironi Nahariya     |
| Rebotes     | 19        | Karam Mashour  | Bnei Herzliya      |
| Asistencias | 14        | Derwin Kitchen | Ironi Nahariya     |
| Tapones     | 6         | 2 ocasiones    | 2 ocasiones        |
| Robos       | 8         | Justin Carter  | Maccabi Kiryat Gat |

Fuente: RealGM

## Galardones

### MVP de la temporada regular
- John DiBartolomeo (Maccabi Haifa)

### Mejor quinteto de la Ligat ha'Al
- John DiBartolomeo (Maccabi Haifa)
- Curtis Jerrells (Hapoel Jerusalem)
- Andrew Goudelock (Maccabi Tel Aviv)
- James Bell (Hapoel Holon)
- Karam Mashour (Bnei Herzliya)

### 2º Mejor quinteto de la Ligat ha'Al
- Gregory Vargas (Maccabi Haifa)
- Rafi Menco (Hapoel Eilat)
- Landon Milbourne (Hapoel Eilat)
- Jonathan Skjöldebrand (Ironi Nahariya)
- Darion Atkins (Hapoel Holon)

### Entrenador del Año
- Simone Pianigiani (Hapoel Jerusalem)

### Estrella emergente
- Tomer Ginat (Hapoel Tel Aviv)

### Mejor defensor
- Gregory Vargas (Maccabi Haifa)

### Jugador más mejorado
- Idan Zalmanson (Maccabi Rishon LeZion)
- Rafi Menco (Hapoel Eilat)

### Mejor sexto hombre
- Jason Siggers (Hapoel Gilboa Galil)